# Perspective paradoxale
Pour les articles homonymes, voir Perspective.
 (octobre 2023).
Si vous disposez d'ouvrages ou d'articles de référence ou si vous connaissez des sites web de qualité traitant du thème abordé ici, merci de compléter l'article en donnant les références utiles à sa vérifiabilité et en les liant à la section « Notes et références ».

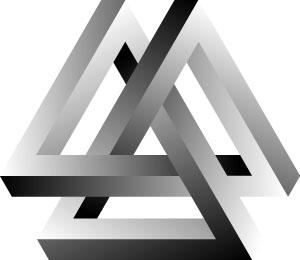
Exemple de perspective paradoxale.

La perspective paradoxale est une forme d'art graphique dans laquelle l'artiste joue sur les illusions d'optique pour obtenir des objets qui ont l'air réaliste mais qui, par construction, sont impossibles.